# Stylaster ibericus
Stylaster ibericus is een hydroïdpoliep uit de familie Stylasteridae. De poliep komt uit het geslacht Stylaster. Stylaster ibericus werd in 1992 voor het eerst wetenschappelijk beschreven door Zibrowius & Cairns. 